# Шольц, Джексон
Джексон Волни Шольц (англ. Jackson Volney Scholz, 15 марта 1897 — 26 октября 1986) — американский легкоатлет, олимпийский чемпион, экс-рекордсмен мира.

## Биография
Джексон Шольц родился в 1897 году в Бьюкенен (округ Берриэн штата Мичиган), США. Умер в возрасте 89 лет в городе Делрей-Бич, штат Флорида, США.

## Спортивная карьера
В 1920 году на Олимпийских играх в Антверпене он завоевал золотую медаль в эстафете 4×100 м, а на дистанции 100 м пришёл 4-м.
В 1924 году на Олимпийских играх в Париже он завоевал золотую медаль на дистанции 200 м, и серебряную — на дистанции 100 м, уступив Гарольду Абрахамсу из Великобритании (их борьба нашла отражение в фильме «Огненные колесницы»).
В 1928 году на Олимпийских играх в Лондоне Джексон Шольц поначалу разделил на дистанции 200 м 3-е место с Хельмутом Кёрнигом из Германии, но затем судьи решили, что они на следующий день должны совершить ещё один забег. Так как Шольц к тому времени уже начал отмечать окончание состязаний, и было очевидно, что на следующий день он соревноваться не сможет, то он отказался от борьбы.